# Suchý Důl
Suchý Důl település Csehországban, Náchodi járásban. Suchý Důl Křinice, Machov, Božanov, Police nad Metují és Martínkovice településekkel határos. Lakosainak száma 400 fő (2024. január 1.).

## Népesség
A település lakosságának változását az alábbi diagram mutatja:
| Lakosok száma | 1100 | 1020 | 835  | 513  | 415  | 402  | 413  | 418  | 399  | 400  |
|               | 1869 | 1890 | 1921 | 1950 | 1980 | 2001 | 2017 | 2019 | 2022 | 2024 |